# Caprivi Liberation Army
Il Caprivi Liberation Army (lett. "Esercito di liberazione del Caprivi") è stato un gruppo ribelle e separatista namibiano, fondato nel 1994 con l'obiettivo di ottenere l'indipendenza del Dito di Caprivi, una regione abitata principalmente dal popolo Lozi.

## Contesto
Il Dito di Caprivi si trova nell'estremo nord-est della Namibia. La regione è una stretta appendice della Namibia che si estende per circa 450 km verso est, tra il Botswana a sud, l'Angola e lo Zambia a nord. Durante il periodo della spartizione dell'Africa, il Regno Unito cedette il territorio alla Germania affinché quest'ultima potesse accedere al fiume Zambesi e raggiungere le sue altre colonie in Africa orientale, mantenendo il possesso dell'Africa Tedesca del Sud-Ovest.

## Storia e attività
Nell'ambito del conflitto del Caprivi, il fronte fu creato nel febbraio 1994 come gruppo separatista con l'obiettivo di unire il popolo Lozi, presente nei vicini Botswana, Zambia e Angola. Dal 1998 fu guidato da Mishake Muyongo, espulso dal Movimento Democratico Popolare (PDM) a causa del suo sostegno alla secessione della sua regione natale.
Nell'agosto 1999, il Caprivi Liberation Army lanciò numerosi attacchi a sorpresa contro stazioni di polizia e postazioni militari a Katima Mulilo, capoluogo della regione dello Zambesi, portando il governo namibiano a dichiarare lo stato di emergenza nella parte orientale del Dito e a fronteggiare militarmente i ribelli. Quattordici ribelli furono uccisi e tra 200 e 300 arrestati e incarcerati. La maggior parte di loro è ancora in custodia in attesa di processo.
L'ultima imboscata militare è stata eseguita nel settembre 1999, quando tre membri sono stati uccisi in uno scontro a fuoco. Il leader Muyongo ha ottenuto asilo in Danimarca, dove risiede da allora.